# Холодне (Кальміуський район)
Холо́дне — село Новоазовської міської громади Кальміуського району Донецької області, Україна.

## Назва
Назву Холодне отримало від балки, в якій і пролягло село. Її назву пов'язують із тим, що колись місцеві козаки влаштовували на її схилах - льохи-льодівні для тривалого зберігання продуктів.

## Символіка
Зелений щит зі срібним зубчастим підніжжям, що символізує Азовське море, на березі якого і знаходиться Холодне. Зелений колір щит отримав від кольору смарагдового прикордонного берету. Самі ж берети Державної прикордонної служби України беруть свій початок від легенди про Святобора Смарагдового, що захищав та вартував кордони рідного краю Росавиці разом із побратимами.
Холодне - крайній населений пункт України на Азовському узбережжі, далі за ним проходить Державний кордон. Поки що. Тому в основі концепції і опинився зелений щит в поєднанні з двома золотими піками зі срібними вістрями, що символізують захищений вхід та утворюють літеру "Х" - Холодне.
Три срібні сніжинки відсилають до назви села та балки.

## Загальні відомості
Відстань до райцентру становить близько 18 км і проходить переважно автошляхом місцевого значення. Землі села межують із територією Некліновського району Ростовської області Росії.
Село лежить в області колишніх земель Війська Донського, але на мапах тих часів не значиться. Можна припустити, що село відносно молоде. Можливо часів Столипінської аграрної реформи.
Колись в селі був цегельний завод та качине господарство. Зараз навіть сліду не лишилося, якщо розглядати Холодне на супутникових знімках.
Із серпня 2014 р. перебуває на території, яка тимчасово окупована російськими терористичними військами.

## Населення
За даними перепису 2001 року населення села становило 131 особу, з них 12,98 % зазначили рідною мову українську, а 87,02 % — російську.